# Google Wave
Google Wave était une application web de messagerie et de travail collaboratif, créée  par Google, dont le concept mélange les notions de services de courrier électronique, de messagerie instantanée, de wiki et de réseautage social, le tout associé à un correcteur orthographique et un traducteur instantané, et à de nombreuses autres possibilités développées par des éditeurs tiers.
Le projet a été annoncé pendant la conférence Google I/O du 28 mai 2009. Google a lancé une première phase de test alpha le 30 septembre 2009 avec la distribution de 100 000 comptes aux personnes qui s'étaient inscrites sur leur site avec la volonté de signaler les bugs ou de développer des extensions. Depuis le 18 mai 2010, l'utilisation de Google Wave était ouverte à toute personne titulaire d'un compte Google.
Malgré de fortes attentes, Google Wave n'a pas obtenu l'adoption massive escomptée et Google a décidé, le 4 août 2010, de ne pas poursuivre le développement de Wave en tant que produit autonome. Néanmoins, le site fut maintenu en 2011 et début 2012 jusqu'à l'arrivée d'un serveur de remplacement et Google prévoit d'utiliser les technologies développées pour Wave et de les intégrer dans d'autres produits Google. Wave était open source sous licence Apache.
Google Wave passa en mode lecture sans possibilité de modification le 31 janvier 2012 et ferma les serveurs le 30 avril 2012 avec suppressions des données associées, Google s'est ensuite consacré à un autre réseau social : Google+ (qui n'a pas eu lui non plus le succès escompté).

## Caractéristiques
Google Wave fonctionna en grande partie comme le courriel, mais au lieu d'envoyer les messages (avec l'ensemble des messages précédents en dessous) et au lieu de stocker ces messages dans les boîtes de réception de chaque utilisateur, les documents (dénommés « waves ») qui contiennent l'ensemble des messages multimédias (dénommés « blips ») sont perpétuellement stockés sur un serveur central. Les waves sont partagées  par l'ensemble des participants ou collaborateurs qui peuvent être ajoutés ou retirés de la wave à tout moment.
Les waves, qui ont été décrites par Google comme étant « tout autant des conversations que des documents », sont hébergées sous forme de documents XML permettant des modifications instantanées et simultanées. Tout participant d'une wave peut en modifier n'importe quelle partie, répondre n'importe où dans le document, ajouter des participants et tout ceci à tout moment puisque le document n'est jamais « envoyé » mais est en permanence « hébergé ». Les utilisateurs peuvent modifier ou répondre à n'importe quel blip (message) existant dans la wave. Les utilisateurs sont informés des modifications / réponses pour toutes les waves dont ils sont participant, et à l'ouverture d'une wave, ils peuvent examiner ces changements dans l'ordre chronologique.
Les waves sont actualisées en direct : toutes les réponses / modifications sont visibles en temps réel, lettre par lettre, au fur et à mesure qu'elles sont tapées par les autres collaborateurs. Plusieurs participants peuvent modifier une seule wave simultanément dans Google Wave. Ainsi, les waves peuvent fonctionner non seulement comme des courriels, mais aussi comme un service de messagerie instantanée lorsque de nombreux participants sont en ligne en même temps. Une wave peut à plusieurs reprises changer de rôles entre le courriel et la messagerie instantanée en fonction du nombre d'utilisateurs présent à l'instant « t ».
La possibilité de modifier une wave à n'importe quel endroit offre aux utilisateurs la possibilité de créer des documents en collaboration, tout comme les wikis. Les waves peuvent facilement (par glisser/déposer) contenir des liens vers d'autres waves ou vers des blips spécifiques au sein d'une même wave ou d'une autre wave. Une wave peut être lue et connue d'un seul participant (prises de notes), d'un petit groupe, ou de plusieurs centaines de participants. Les waves peuvent également être publiques : elles sont alors accessibles à tous en lecture seule, ou en lecture et écriture aux titulaires d'un compte Google.
Enfin, l'historique de chaque wave est stocké au sein de celle-ci. Les collaborateurs peuvent utiliser une fonction de relecture (nommée Playback) afin de rejouer son élaboration et d'observer l'ordre dans lequel la wave a été éditée, les blips qui ont été ajoutés, et qui est l'auteur de chaque édition. L'historique peut également être utilisé pour annuler ou modifier des changements spécifiques.

## Protocole et API
Google a basé ce service sur un protocole open source, le Wave Federation Protocol, qui permet à quiconque de créer un service Wave capable de communiquer avec les autres services Wave. Ce protocole ouvert est basé sur une extension du Extensible Messaging and Presence Protocol ou XMPP. Depuis l'annonce de l'arrêt du développement en interne, Google a annoncé une importante libération de code pour compléter le protocole Wave.
Plusieurs API ont également été mises en place pour étendre les fonctionnalités du client et du serveur via des extensions (robots ou gadgets OpenSocial), pour créer de nouvelles interfaces utilisateurs ou pour intégrer des waves dans des sites web. Ainsi, les blips proposent du contenu riche et sont des messages multimédias car en plus du texte ils peuvent contenir des images, des vidéos et tout type d'extensions permises par les API : une carte, un tableau blanc, une vidéoconférence, un sondage, et tous ces gadgets peuvent être édités simultanément par tous les participants.
Google Wave fut créé grâce au Google Web Toolkit.

## Origine du service
La création de Wave est à mettre au crédit des frères Rasmussen (Lars et Jens), les deux hommes à l'origine de la très populaire application web Google Maps.
L'idée part d'un constat des deux frères : le courriel a été conceptualisé avant même l'existence d'Internet, entre 1965 et 1972 puis généralisé au début des années 1990. Comparé aux fonctionnalités riches de l'Internet actuel, le courriel reste un outil très basique, voire rudimentaire. L'équipe Google des frères Rasmussen, basée à Sydney a donc décidé de travailler sur ce que serait la communication électronique si elle était inventée aujourd'hui. Le résultat fut Google Wave.

### Étymologie
Le nom « Wave », qui a été choisi pour ce service, est inspiré de Firefly, une série télévisée américaine de science-fiction datant de 2002. Dans Firefly, une Wave est une communication électronique voyageant d'un bout à l'autre du système, souvent sous forme d'un message vidéo.

## Arrêt du développement par Google
Le mercredi 4 août 2010, Google annonce sur son blog la fin du développement de Google Wave en tant que produit autonome, privilégiant l'utilisation de la technologie Wave dans les services Google existants ou à venir. Eric Schmidt, directeur général de Google, expliqua cette décision par une trop faible adoption de Wave par le public. En réponse à cette annonce, la communauté d'utilisateurs s'est rapidement mobilisée et crée un site, www.savegooglewave.com, qui en quelques mois, récolte plus de 48 000 votes en faveur du maintien du service[réf. souhaitée]. Malgré tout le site ferme le 30 avril 2012. Un groupe d'utilisateurs reprend l'entretien et le développement du code source sous licence Apache sur la plateforme Rizzoma.